# Chiesa di Santa Maria Assunta (Cislago)
La chiesa di Santa Maria Assunta è la parrocchiale di Cislago, in provincia di Varese ed arcidiocesi di Milano; fa parte del decanato di Saronno.

## Storia
La prima citazione d'una chiesa a Cislago, allora intitolata ai santi Pietro, Filippo e Giacomo, risale al XIII secolo ed è contenuta nel Liber Notitiae Sanctorum Mediolani, redatto da Goffredo da Bussero, nel quale si legge che essa era filiale della pieve d'Olgiate. Grazie a un atto coevo si conosce che presso questa chiesa risiedeva stabilmente un curato e che nei giorni di festa il presbitero di Olgiate veniva a celebrare la Messa.
A partire dal XIV secolo la chiesa cominciò ad essere attestata anche con la dedicazione a santa Maria Assunta, che con il tempo si impose sulle altre.

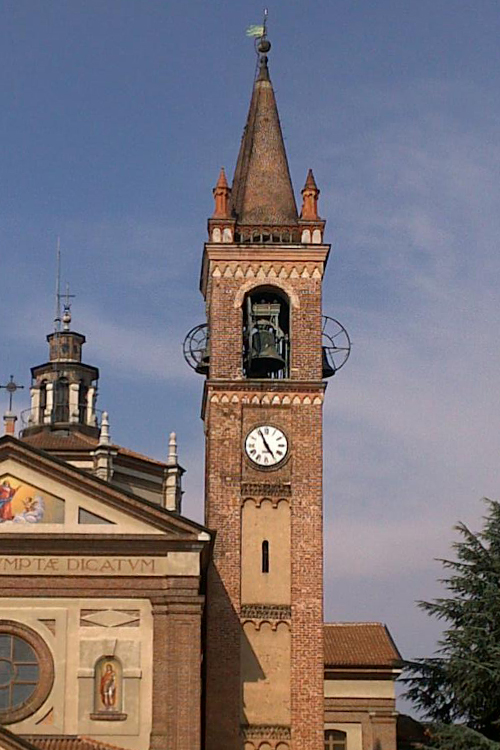
Il campanile prima del restauro.

In un documento del 1566 si legge che la chiesa era dotata del battistero, di tre altari, di campanile e di sagrestia e che accanto ad essa sorgevano la canonica e il camposanto.

Nel 1582, a causa dell'aumento della popolazione, si decise di riedificare la parrocchiale; nel 1607 iniziarono i lavori, che terminarono con la consacrazione nel 1645. La chiesa, dedicata alla Vergine Assunta e ai santi Pietro e Paolo, era dotata di quattro cappelle laterali.
Dalla relazione della visita pastorale del 1753 dell'arcivescovo Giuseppe Pozzobonelli s'apprende che la chiesa, inserita nella pieve foraniale di Busto Arsizio, aveva come filiali gli oratori di San Carlo, di Santa Caterina, di San Rocco, di San Giulio e di Santa Maria in località Siate e che i fedeli ammontavano a 1350.
Nel 1827 la chiesa venne ampliata tramite il prolungamento della navata di due campate; in quest'occasione venne ricostruita la facciata, anticipata dal pronao.
Nel 1901 l'arcivescovo Andrea Carlo Ferrari, compiendo la sua visita, trovò che la parrocchiale, in cui avevano sede la confraternita del Santissimo Sacramento e le Pie unioni delle Figlie di Maria, dei luigini, del Terz'ordine di San Francesco, della Sacra Famiglia, dell'Immacolata Concezione di Lourdes, dei Carmelitani, del Santissimo Rosario, della Santa Infanzia, della Propagazione della Fede, della Guardia d'Onore, di Sant'Andrea Avellino e della Nostra Signora del Sacro Cuore, aveva alle proprie dipendenze la chiesa di Santa Maria della Neve e gli oratori di San Calvario, della Santissima Annunciata, di San Giulio e di Sant'Andrea.

All'inizio del XX secolo si decise di rifare la chiesa e il progetto venne affidato ad Ugo Zanchetta; la prima pietra fu posta nel 1928 e i lavori terminarono nel 1931, mentre poi la consacrazione venne impartita il 17 maggio di quell'anno dall'arcivescovo di Milano cardinal Alfredo Ildefonso Schuster.
Tra il 1963 e il 1966 l'interno dell'edificio subì un intervento di rimaneggiamento, con l'installazione dell'impianto di riscaldamento, la messa in opera dei nuovi serramenti e la posa del nuovo pavimento di serizzo nell'aula.
Tra il 2012 e il 2014 il campanile fu oggetto di una risistemazione; in questa occasione fu ricollocato il concerto di sei campane.

## Descrizione

### Facciata
La facciata della chiesa, anticipata da un pronao tetrastilo e scandita da due lesene laterali caratterizzate da controlesene, presenta nell'ordine inferiore tre portali, mentre in quello superiore, che è coronato dal timpano triangolare, si apre il rosone, affiancato da due nicchie.

### Interno

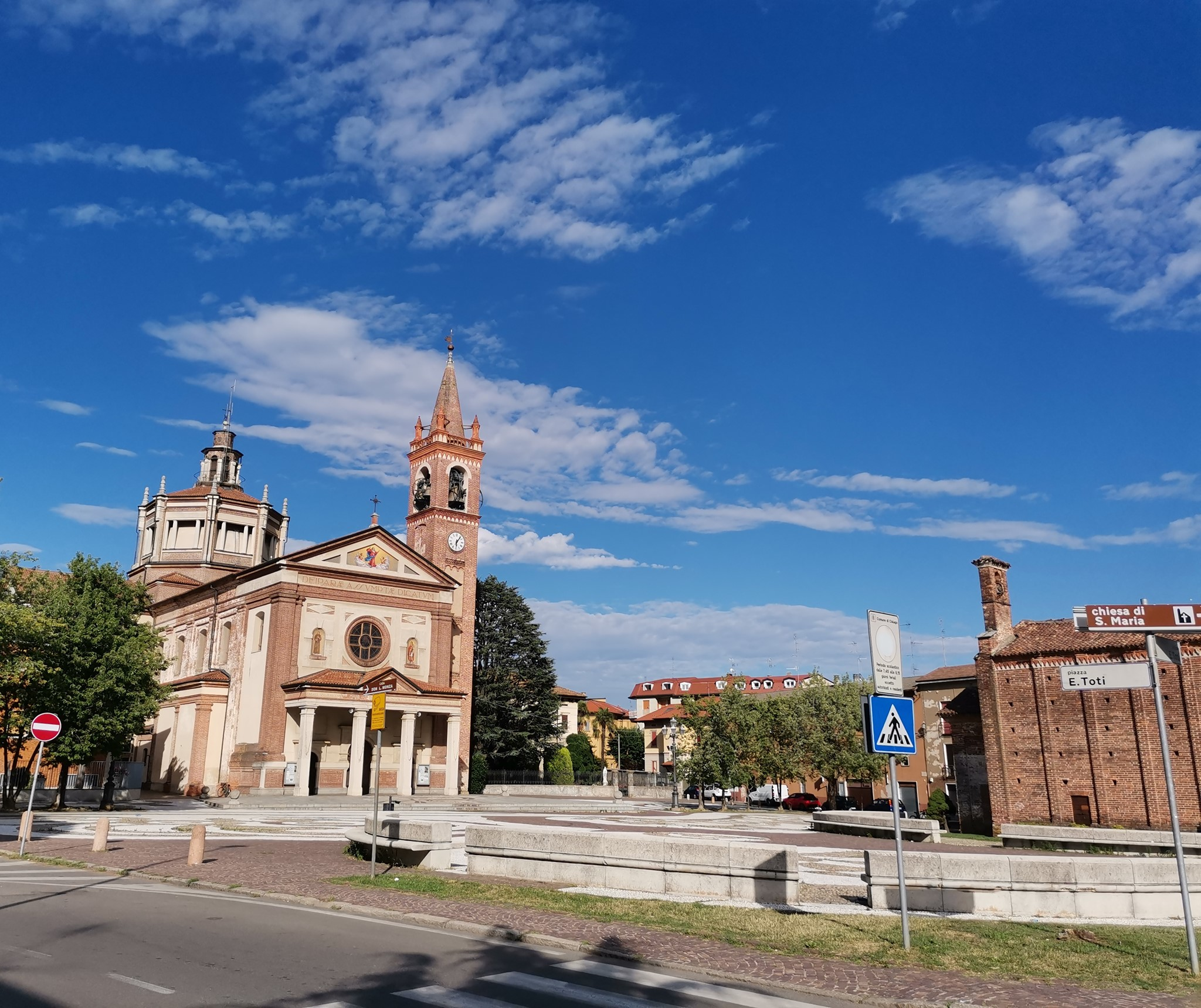
chiesa nel 2021

L'interno dell'edificio si compone di un'unica navata, voltata a botte, su cui si affacciano le cappelle laterali, delimitate da balaustre composte da marmi policromi.

Opere di pregio qui conservate sono il seicentesco organo (dal 2020 muto per futuro restauro), rimaneggiato nell'Ottocento da Giuseppe Bernasconi, i due dipinti raffiguranti la Veronica e la Madonna col Bambino, risalenti rispettivamente al XIV secolo e al XV secolo, e altri dipinti del Fiammenghino e del Lampugnani.